# Der Freibeuter von Louisiana
Der Freibeuter von Louisiana (Originaltitel The Buccaneer) ist ein US-amerikanischer Abenteuerfilm von 1938 unter der Regie von Cecil B. DeMille, der auch als Produzent fungierte. Der Film basiert auf dem Roman Lafitte der Pirat von Lyle Saxon. Die Hauptrollen sind mit Fredric March, Franziska Gaal und Akim Tamiroff besetzt.

## Handlung
Während des Britisch-Amerikanischen Krieges nimmt der korrupte Senator Crawford den Brandanschlag auf den Palast des Präsidenten in Washington, D.C. zum Anlass, britische Marineoffiziere auf eine kleine Insel in der Mississippi-Mündung vor New Orleans zu beordern, um die Stadt anzugreifen. Dabei gerät der Freibeuter Jean Lafitte, der mit Gleichgesinnten in den Sümpfen von Louisiana sein eigenes kleines Reich errichtet hat, zwischen alle Stühle. Er hat die Kontrolle über die Barataria Bay, die einen strategisch wichtigen Punkt vor den Toren der Stadt bildet. Die Briten wollen Lafitte auf ihre Seite ziehen und versprechen ihm für seine Dienste eine nicht unbeträchtliche Belohnung. Lafitte fühlt sich im Herzen jedoch als Amerikaner. Schwierig ist die Situation für den Freibeuter zusätzlich dadurch, dass er mit Annette liiert ist, einer jungen Dame aus der hohen Gesellschaft von New Orleans.
Als durch Kapitän Brown die unter amerikanischer Flagge segelnde Corinthian geentert wird, ist die einzige Überlebende eine junge Niederländerin namens Gretchen. Lafitte fühlt sich verpflichtet sie zu sich zu nehmen, sie verliebt sich bald in ihn. Lafitte und seine Männer werden von den Amerikanern angegriffen, viele geraten in Gefangenschaft, nur Lafitte selbst kann entkommen. Er bietet General Andrew Jackson gegen Freilassung seiner Männer dringend benötigte Ausrüstung. Jackson willigt ein, Lafitte und seine Männer kämpfen und siegen in der entscheidenden Schlacht an dessen Seite. Lafitte ist gesellschaftsfähig, er und Annette schmieden Heiratspläne, da wird durch eine Torheit Gretchens der Untergang der Corinthian bekannt. Jackson löst ein Versprechen ein und gibt Lafitte eine Stunde Vorsprung. Als Lafittes Schiff die Segel setzt, ist Gretchen an seiner Seite.

## Produktion und Hintergrund
Der Film lief auch unter den Titeln Lafitte, der Pirat und Die Baratarians. Laut Kay Wenigers Filmlexikon trug er auch den Titel Fräulein Pirat. Im Vorspann öffnet sich eine Schatzkiste, aus der sich eine Pergamentrolle entrollt, die die unsterblichen Worte enthält, die George Gordon Byron über Jean Lafitte, in Last of the Buccaneers schrieb.
The Buccaneers war DeMilles 64. Filmproduktion. Laut der Fachzeitschrift der Filmindustrie The Hollywood Reporter im Mai 1934 sollte ursprünglich Charles Laughton in diesem Film mitspielen. Die Dreharbeiten begannen an DeMilles 56. Geburtstag, am 12. August 1937. Laut Hollywoodreporter waren 350 Gäste anwesend, kreolische Gerichte wurden serviert, und der Gouverneur von Louisiana soll einen Kuchen geschickt haben. Die Dreharbeiten endeten Ende Oktober 1937.
Gedreht wurde an den Altarmen des Mississippi in der Nähe von New Iberia, in Los Angeles und Santa Catalina Island sowie den Baldwin Oaks, wo ca. 450 Akteure die Schlacht von New Orleans nachstellten. Dafür wurden Brüstungen mit Baumwollballen, Möbeln und Sandsäcken auf vier Hektar des Baldwin-Oaks-Gebietes östlich von New Orleans, errichtet. Baldwin Oaks in Kalifornien wurde wegen seiner Ähnlichkeit mit dem Gebiet von Chalmette gewählt, wo der tatsächliche Kampf am 8. Januar 1815 stattgefunden hatte. Laut Hollywood Reporter wurden fünfzig Schauspieler engagiert, um die Freibeuter zu spielen. Laut damaligem Pressematerial wurde der Wohnsitz von Lafitte mit Silberstücken aus der berühmten Mario Ramirez Sammlung im Wert von 250.000 $ bestückt. Von Dan Syre Groesbeck wurden 173 Skizzen der anzufertigenden Kostüme erstellt und der Bildhauer Dwight Franklin erstellte sogar Miniatur-Wachsfiguren aller Hauptakteure. Groesbeck malte auch eine Miniatur der Brosche der Mrs. de Remy, die im Film auf dem Ball von Gretchen getragen wird. Paramount charterte zwei neu gestaltete rahgetakelte Kriegsschiffe und drei Kanonenboote aus der Zeit von 1814. Die 700 Standbilder und 3000 Negative des Drehs lieferten zehnmal so viel Material, wie am Ende in dem fertigen Film zu sehen ist. Besetzung und Crew beliefen sich auf knapp 10.000 Mitwirkende. Der von Akim Tamiroff verkörperte Charakter des Dominique You wurde dem realen Kanonier Napoleons angepasst. In zeitgenössischen Kritiken wurde Tamiroff für seine Leistung sehr gelobt. Den damaligen Berichten zufolge soll er eine Gage von 150.000 $ für seine Rolle erhalten haben. DeMille hatte die ungarische Schauspielerin Franziska Gaal in einem europäischen Film gesehen und engagierte sie für die Rolle des Gretchens. Für Gaal bedeutete The Buccaneers ihr Debüt in den USA. Ein Großteil der Werbung galt dem Aufbau der Sängerin und Tänzerin Gaal, die in ihrer Heimat von Joe Pasternak gefördert worden war. DeMille verglich sie mit Mary Pickford, Helen Hayes, Clara Bow und Elisabeth Bergner. Jedoch wurde seine enthusiastische Einschätzung nicht von allen geteilt, die sich bestätigt sahen, als Gaal nach zwei weiteren Filmen in den USA aus persönlichen Gründen in ihre ungarische Heimat zurückkehrte.
Anthony Quinn bekam von DeMille eine kleine Rolle als Pirat, da er auf den Produzenten als Cheyenne in dem Western Der Held der Prärie (The Plainsman) Eindruck gemacht hatte. Noch mehr Eindruck hatte er wohl auf DeMilles Tochter Katherine gemacht, da beide kurze Zeit nach Beendigung der Dreharbeiten heirateten.
1958 drehte DeMille ein Remake seines Films mit Yul Brynner (als Jean Lafitte), Claire Bloom, Charlton Heston und Charles Boyer. Da sich sein Gesundheitszustand während der Filmarbeiten zusehends verschlechterte, übergab er die Regie an seinen damaligen Schwiegersohn Anthony Quinn, dessen einzige Regiearbeit der Film bleiben sollte. Wie Anne Edwards in ihrem Buch The DeMills: Eine amerikanische Familie ausführte, war DeMille mit den Veränderungen, die Quinn zum Drehbuch von 1937 vorgenommen hatte, überhaupt nicht einverstanden. Als Quinn auf seine Frage, warum er das getan habe, antwortete, das Drehbuch sei altmodisch gewesen, konterte er: „Es war ein Hit!“ DeMille verstarb wenige Wochen nach der Premiere von König der Freibeuter.
Der Film hatte am 7. Januar 1938 Premiere in New Orleans im Saenger Theatre, 15.000 Menschen sollen anwesend gewesen sein. Am 4. Februar 1938 lief The Buccaneer allgemein in den Kinos der USA an. In der Bundesrepublik Deutschland lief er erstmals am 5. August 1984 in der ARD.

### Historischer Hintergrund
Der Britisch-Amerikanische Krieg zwischen den Vereinigten Staaten von Amerika und dem Vereinigten Königreich, auch bekannt als Krieg von 1812, Zweiter Unabhängigkeitskrieg oder Mr. Madisons Krieg, begann mit der Kriegserklärung der USA am 18. Juni 1812 und wurde durch den Frieden von Gent vom 24. Dezember 1814 beendet, auf den jedoch weitere Kämpfe folgten, die bis in das Jahr 1815 dauerten. Im Wesentlichen wurde der Zustand wiederhergestellt, wie er vor dem Krieg war.
Die Schlacht von New Orleans fand am 8. Januar 1815 wenige Kilometer außerhalb von New Orleans im US-Bundesstaat Louisiana statt. Die britische Niederlage gegen US-Truppen unter Andrew Jackson, dem späteren 7. Präsidenten der Vereinigten Staaten von Amerika, war die letzte große Schlacht des Britisch-Amerikanischen Kriegs und ereignete sich zwei Wochen nach der Unterzeichnung des Friedensvertrags von Gent.

## Kritik
The United States Conference of Catholic Bishops äußerte zu der „historischen Inszenierung“ von Cecil B. DeMille, dass die „stilisierte Gewalt“ mit den „bunten Louisiana-Einstellungen und einer interessanten Skizzierung der damaligen Epoche einhergehe und es leicht habe, zwischen mitreißenden Action-Szenen und romantischen Komplikationen die Aufmerksamkeit des Zuschauers zu behalten.“
Für Cinefacts stellte sich der Film als „aufwändiges Schlachten- und Seeräuberspektakel von Erfolgsproduzent Cecil B. DeMille“ dar.
Das Filmmagazin Cinema hielt den Daumen halbhoch und sprach davon, dass der Film „detailverliebt gestaltet“ sei.
Das Lexikon des internationalen Films sprach von einem „romantische[n] Abenteuerfilm um Seeräuber, Liebe und glühenden Patriotismus,“ der „gut gespielt und schwungvoll inszeniert“ sei. „DeMilles Film [sei] weitaus unterhaltsamer, als das 20 Jahre später entstandene Remake mit ‘König der Freibeuter’.“

## Auszeichnungen
Der Kameramann Victor Milner war auf der Oscarverleihung 1939 für die „Beste Kamera“ nominiert, hatte jedoch gegenüber Joseph Ruttenberg das Nachsehen, der die Auszeichnung für Der große Walzer (The Great Waltz) entgegennehmen konnte. 